# Enicosanthum magnoliiflorum
Enicosanthum magnoliiflorum là loài thực vật có hoa thuộc họ Na. Loài này được (Maingay ex Hook.f. & Thomson) Airy Shaw mô tả khoa học đầu tiên năm 1939.